# Parelleuscelus boliviensis
Parelleuscelus boliviensis es una especie de coleóptero de la familia Attelabidae.

## Distribución geográfica
Habita en Bolivia.